# Ferdo Milin
Ferdo Milin (Zara, 15 dicembre 1977) è un allenatore di calcio ed ex calciatore croato, di ruolo difensore.

## Carriera

### Giocatore

#### Club
La maggior parte della carriera calcistica la trascorse tra le file del Zara, squadra della sua città natia. Trascorse un breve spezzone della sua carriera nell'Hajduk Spalato, esordendo con i Bili il 16 ottobre 2004 nella trasferta di campionato giocatasi contro l'Inter Zaprešić, vincendo il campionato croato 2004-2005 con sole tre presenze in tutta la stagione.

#### Nazionale
Con la Croazia U-21 disputò una sola partita, il 24 marzo 1998 subentrò nell'amichevole contro la Slovacchia U-21 tenutasi a Čakovec.

### Allenatore
Il 26 marzo 2021 viene annunciato sulla panchina della Dinamo Zagabria come vice allenatore di Damir Krznar.
Il 5 gennaio 2022 prende le redini del Sebenico precedentemente allenato da Mario Rosas.
Il 12 febbraio 2022 viene esonerato dalla panchina dei Narančasti in seguito alla pesante sconfitta casalinga contro il Hrvatski Dragovoljac (0-5).

## Statistiche

### Cronologia presenze e reti in nazionale
| Cronologia completa delle presenze e delle reti in nazionale ― Croazia under 21 | Cronologia completa delle presenze e delle reti in nazionale ― Croazia under 21 | Cronologia completa delle presenze e delle reti in nazionale ― Croazia under 21 | Cronologia completa delle presenze e delle reti in nazionale ― Croazia under 21 | Cronologia completa delle presenze e delle reti in nazionale ― Croazia under 21 | Cronologia completa delle presenze e delle reti in nazionale ― Croazia under 21 | Cronologia completa delle presenze e delle reti in nazionale ― Croazia under 21 | Cronologia completa delle presenze e delle reti in nazionale ― Croazia under 21 |
| Data                                                                            | Città                                                                           | In casa                                                                         | Risultato                                                                       | Ospiti                                                                          | Competizione                                                                    | Reti                                                                            | Note                                                                            |
| ------------------------------------------------------------------------------- | ------------------------------------------------------------------------------- | ------------------------------------------------------------------------------- | ------------------------------------------------------------------------------- | ------------------------------------------------------------------------------- | ------------------------------------------------------------------------------- | ------------------------------------------------------------------------------- | ------------------------------------------------------------------------------- |
| 24-3-1998                                                                       | Čakovec                                                                         | Croazia under 21                                                                | 4 – 1                                                                           | Slovacchia under 21                                                             | Amichevole                                                                      | -                                                                               | 55’                                                                             |
| Totale                                                                          |                                                                                 | Presenze                                                                        | 1                                                                               |                                                                                 | Reti                                                                            | 0                                                                               |                                                                                 |

## Palmarès

### Giocatore
- Campionato croato: 1

Hajduk Spalato: 2004-2005